# WarioWare: Smooth Moves
WarioWare: Smooth Moves (Odoru! Made in Wario no Japão) é um jogo eletrônico da série de jogos do personagem Wario, no qual seu lançamento é exclusivo para o console Wii. O jogo foi revelado em março de 2006, por um artigo da revista Time. O jogo foi mostrado ao público em um vídeo na conferência da Nintendo na E3, depois lançado em um demo jogável para o público.

## História
Andando ao redor de Diamond City em busca de seus doces roubados, Wario acidentalmente descobre um velho templo chamado Temple of Form. Dentro desse templo, ele encontra um tesouro místico, chamado de Form Baton. Depois de encontrar esse tesouro, a cidade começa a ficar estranha, todos na cidade começam a fazer confusões um com o outro, para decidir quem tem os melhores movimentos.

## Lançamento e recepção
Smooth Moves foi lançado pela Nintendo para o Wii no Japão em 2 de dezembro de 2006, na Europa em 12 de janeiro de 2007, na América do Norte três dias depois e na Austrália no dia 25. Em geral o jogo foi bem recebido, recebendo uma pontuação de 83/100 no Metacritic e 82% no GameRankings.